# Aurachtal
Aurachtal är en kommun Landkreis Erlangen-Höchstadt i Regierungsbezirk Mittelfranken i förbundslandet Bayern i Tyskland. 
Kommunen bildades 1 januari 1972 genom en sammanslagning av kommunerna Falkendorf, Münchaurach och Unterreichenbach och 1 maj 1978 uppgick kommunen Neundorf i Aurachtal.
Kommunen ingår i kommunalförbundet Aurachtal tillsammans med kommunen Oberreichenbach.